# Z(4430)
Z+(4430) est un hadron exotique candidat au titre de tétraquark.

## Historique
Cette particule quantique est une résonance découverte en 2007 dans le cadre de l'expérience Belle,.
Sa détection a été confirmée en 2014 par la collaboration LHCb.

## Caractéristiques
Elle correspondrait à une molécule mésonique d'une masse de 4,430 GeV/c2. Son observation a été confirmée par LHCb avec une précision de 13,9 σ au moins.
La particule possèderait une charge électrique et aurait une composition ccdu, ce qui en fait un candidat tétraquark.

## Contexte
Avec les particules X(3872), Zc(3900) (en) et Y(4140) (en), Z(4430) fait partie des candidats hadrons exotiques et est celui qui a été observé avec la plus grande précision,.